# The Last Don: Live
The Last Don: Live es el álbum en vivo debut del cantante puertorriqueño Don Omar. Publicado el día 8 de junio de 2004 por el sello discográfico V.I. Music y distribuido por Universal Music Group. Una reedición por Machete Music en formato CD/DVD fue publicado en 2007. Se trata de un recopilatorio de Don Omar cantando en vivo las canciones de su álbum The Last Don en un concierto realizado en Nueva York.

## Recepción
El álbum vendió 3 millones de copias y 2 500 000 de unidades mundialmente. El álbum ha vendido 200 000 mil de copias en Estados Unidos en el 2006, el artista recibió una certificación de la Riaa por vender 2 millones de copias en sus dos álbumes The Last Don, The Last Don Live según Billboard. Este álbum más la edición de estudio fue nominada por diversas cadenas musicales y premios importantes como el Premios Grammy Latinos, Premio Lo Nuestro en la edición del 2005, y Billboard por Reggaeton del año 2005. También recibió disco de platino tanto este álbum y la versión de estudio, con lo cual Don Omar se consolidó fácilmente como una de las figuras más populares del reguetón, a puertas del sencillo «Reggaeton Latino» del álbum recopilatorio Da Hitman Presents Reggaeton Latino que se popularizó entre el público estadounidense durante el verano del 2005.

## Lista de canciones

### Disco 1
| N.º | Título | Escritor(es)                                                                 | Duración |  |
| 1.  | «Opening: The Immigrant»                                                                                              | Nino Rota                                                                    | 2:06     |  |
| 2.  | «Dale Don Dale» | William Omar Landrón / David Lozada                                          | 3:30     |  |
| 3.  | «Tú te estás calentando (Grayskull 2)»                                                                                | Mario Rivera / William Omar Landrón / Eliel Lind                             | 2:23     |  |
| 4.  | «Desde que llegó (La Industria 6)»                                                                                    | William Omar Landrón                                                         | 3:04     |  |
| 5.  | «Ven suéltate (No fear 4)»                                                                                            | William Omar Landrón / Héctor Delgado / Rafael Pina                          | 3:02     |  |
| 6.  | «Medley Éxitos: Déjala (El Desorden) / Acorrálala (Da Flex)/ Leona (Babilonia) / Se enciende la disco (Guatauba XXX)» | William Omar Landrón                                                         | 5:44     |  |
| 7.  | «Medley: A mi manera / My Way» (con Andy Montañez)                                                                    | Paul Anka / Bobby Cruz / Claude François / Marcelino Guerra / Jacques Revaux | 5:43     |  |
| 8.  | «Medley Salsa: El Nazareno / Las tumbas / El incomprendido» (con Tego Calderón, Andy Montañez)                        | Bobby Capó / Henry D. Williams                                               | 8:35     |  |
| 9.  | «Suelta como Gabete (Anqueira Innovando)» (con Glory)                                                                 | Glorimar Montalvo                                                            | 3:38     |  |
| 10. | «Gata suelta (Más Flow)» (con Glory)                                                                                  | Glorimar Montalvo                                                            | 3:01     |  |
| 11. | «Morena» (con Héctor y Tito)                                                                                          | William Omar Landrón / Héctor Delgado                                        | 3:45     |  |
| 12. | «Amor de Colegio» (con Héctor y Tito)                                                                                 | Norgie Noriega / William Omar Landrón / Efraín Fines Nevares                 | 3:02     |  |
| 13. | «Mírame» (con Héctor y Tito)                                                                                          | William Omar Landrón / Héctor Delgado                                        | 3:19     |  |
| 14. | «De niña te hice mi mujer» (con Héctor y Tito)                                                                        | William Omar Landrón                                                         | 4:47     |  |

### Disco 2
| N.º | Título                             | Escritor(es)                                                          | Duración |  |
| 1.  | «Quien la vio llorar»              | William Omar Landrón / Eliel Lind                                     | 3:53     |  |
| 2.  | «Aunque te fuiste»                 | William Omar Landrón                                                  | 5:55     |  |
| 3.  | «Intocable»                        | William Omar Landrón                                                  | 2:59     |  |
| 4.  | «Entre tú y yo»                    | William Omar Landrón / Francisco Saldaña                              | 3:17     |  |
| 5.  | «Provocándome»                     | William Omar Landrón                                                  | 2:23     |  |
| 6.  | «Guayaquil»                        | William Omar Landrón / Eduardo Reyes                                  | 3:17     |  |
| 7.  | «Dile»                             | William Omar Landrón / Eliel Lind / Mario Rivera / Álvaro José Arroyo | 3:24     |  |
| 8.  | «Así soy»                          | William Omar Landrón                                                  | 6:02     |  |
| 9.  | «Pobre diabla»                     | William Omar Landrón                                                  | 4:14     |  |
| 10. | «Carta a un amigo»                 | William Omar Landrón / Eliel Lind                                     | 3:53     |  |
| 11. | «Carta a un amigo (versión salsa)» | William Omar Landrón                                                  | 4:01     |  |

## Posicionamiento en listas
| Listas (2004)                     | Mejor posición |
| --------------------------------- | -------------- |
| Estados Unidos (Billboard 200)    | 84             |
| Estados Unidos (Reggae Albums)    | 1              |
| Estados Unidos (Top Latin Albums) | 2              |
| Estados Unidos (Top Heatseekers)  | 31             |
| Estados Unidos (Tropical Albums)  | 1              |

## Certificación
| País certificador     | Certificación | Ventas  |
| --------------------- | ------------- | ------- |
| Estados Unidos (RIAA) | 2 X Platino   | 200 000 |

### Sucesión y posicionamiento
| Predecesor: Sáboréalo de Elvis Crespo    | U.S. Billboard Tropical Albums — Álbum N°. 1 (Primera vuelta) 19 de junio de 2004 - 23 de julio de 2004  | Sucesor: La trayectoria de Luny Tunes  |
| Predecesor: La trayectoria de Luny Tunes | U.S. Billboard Tropical Albums — Álbum N°. 1 (Segunda vuelta) 31 de julio de 2004 - 13 de agosto de 2004 | Sucesor: Valió la pena de Marc Anthony |